# Plateau des Guyanes
Pour les articles homonymes, voir Guyane (homonymie).
Le plateau des Guyanes, massif des Guyanes, bouclier des Guyanes, plateau guyanais, massif guyanais ou bouclier guyanais est un massif de montagnes et de plateaux d'Amérique du Sud, situé sur la côte nord-est et tirant son nom de la région des Guyanes.

## Géographie

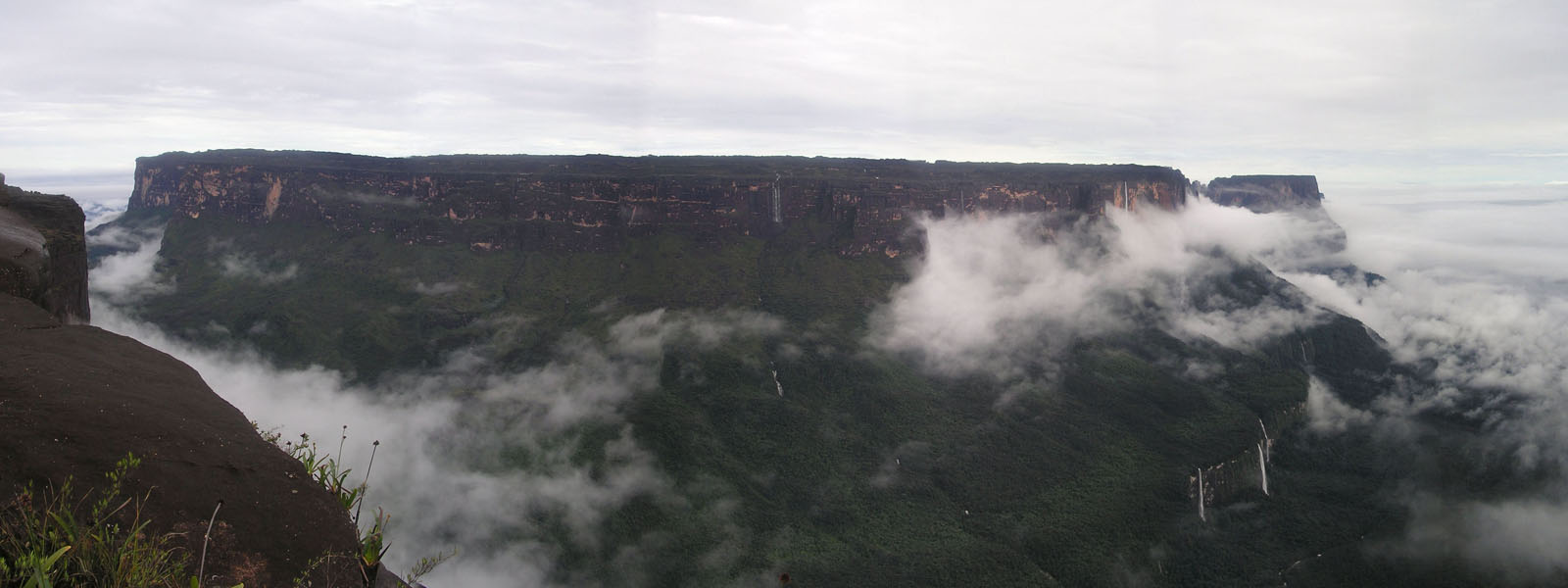
Le tepuy Kukenan au Venezuela, un des plus hauts tepuys du massif.

Il s'agit d'une formation géologique formée au Précambrien, d'âge compris entre 2,5 et 1,9 milliard d'années. Elle représente un des plus anciens massifs toujours visibles sur la planète, composé d'imposants plateaux d'altitude appelés tepuys. Des cascades impressionnantes, comme les chutes de Kaieteur, les Kuquenan Falls et le Salto Ángel, se jettent de ces plateaux.
Le plateau des Guyanes s'étend sur six pays ; d'ouest en est :
- la Colombie ;
- le Venezuela, où le plateau est délimité au nord par l'Orénoque ;
- le Guyana, ancienne Guyane britannique ou anglaise ;
- le Suriname, ancienne Guyane néerlandaise ou hollandaise ;
- la Guyane, département français d'outre-mer ;
- le Brésil, délimitation du plateau au sud par l'Amazone.

Le mont Roraima (situé à l'intersection des frontières du Guyana, du Venezuela et du Brésil) a longtemps été considéré comme le point culminant du plateau, avec 2 810 mètres d'altitude, mais il s'agit en fait du pico da Neblina (2 995 m), situé sur la frontière entre le Brésil et le Venezuela.
La région est recouverte par la plus grande forêt vierge tropicale humide qui n'a pas encore été victime de la déforestation. La forêt guyanaise est de par sa nature, similaire à celle d'Amazonie, dont elle est un prolongement.

## Protection environnementale
Le plateau des Guyanes comporte plusieurs parcs et zones protégées : au Venezuela les parcs nationaux de Canaima, Parima Tapirapecó et Serranía La Neblina ; au centre du Guyana la forêt d'Iwokrama et le parc national de Kaieteur et au Sud du pays les zones protégées de Kanuku et de Kanashen ; au Suriname le parc Brownsberg et la réserve naturelle du Suriname central ; au Brésil les parcs nationaux du Mont Roraima et des montagnes du Tumucumaque, ce dernier étant dans la continuité du parc amazonien de Guyane. En Guyane française, la réserve naturelle nationale des marais de Kaw-Roura est une zone protégée située au sud-est de Cayenne.